# Азарова Валентина В'ячеславівна
Валентина В'ячеславівна Азарова (нар. 2 жовтня 1991, Санкт-Петербург, РФ) — російська спортсменка в категорії фітнесу, бодібілдингу та джіу-джитсу, колишня порноакторка. Чемпіонка Європи з джиу-джитсу IBJJF 2017 (No Gi). Власниця пурпурового пояса.

## Біографія
Народилася 2 жовтня 1991 року у Санкт-Петербурзі.
Почала в порноіндустрії під ім'ям «Megan Vale» у 2011 році, проте знімалася переважно під псевдонімом Lupe Burnett у студіях New Sensations, Digital Sin, Evil Angel, Juicy Entertainment, Sunset Media, Platinum Media. Також працювала танцюристкою в низці пітерських нічних клубів.
Закінчила Національний державний університет фізичної культури, спорту та здоров'я імені П. Ф. Лесгафта (бакалавр). Із 2015 року пішла у спорт. Тренується у Матеуса Сенни, перший тренер — Юрій Виноградов. Мріє попрацювати з Кінаном Корнеліусом, популярним тренером із Гаваїв. Також займається тренерською діяльністю.
У 2017 році брала участь у програмі Першого каналу «Російський ніндзя» .

## Особисте життя
Була одружена, розлучилася.

## Основні досягнення
- Відкритий чемпіонат Фінляндії 2016 (No-Gi)
- UAJJF Russia National Pro 2016 (Gi)
- Чемпіонат Росії з джіу-джитсу (не-ваза) 2016
- Чемпіонат Росії з джіу-джитсу (Gi) 2016[9]
- Кубок Росії з джіу-джитсу (не-ваза) 2017[9]
- Open Rome Jiu-Jitsu IBJJF (Gi) 2017
- Чемпіонат Європи з джіу-джитсу (No-Gi) 2017[10]
- FBJJF Відкритий чемпіонат Фінляндії (Gi) 2017
- UAJJF Russia National Pro 2017(Gi)
- Кубок Росії з джіу-джитсу (Power Open Fight) 2017
- Відкритий чемпіонат Фінляндії 2017 (No-Gi)